# Жарко (властелин)
Жарко (око 1336—пре 1371) је био српски властелин из средине XIV века, који је после смрти цара Душана јавља као господар Зете.
Он се око 1356. године оженио Теодором Дејановић, ћерком деспота Дејана и Теодоре Немањић, полусестре српског цара Стефана и сестре деспота и цара Симеона, са којом је, око 1363. године, добио сина Мркшу.
Жарко се у изворима јавља 1356. године, када је запленио робу неким дубровачким трговцима, недалеко од Светог Срђа код Скадра. Самом Зетом је у то доба управљала Душанова удовица Јелена, али се она у то доба налазила у Серу, тако да је Жарко највероватније искористио њено одсуство да преузме власт у Зети. Већ у јуну идуће године, он је постао грађанин Млетачке републике и том приликом је означен као барон господина рашког краља, који управља у крајевима Зете, Бојане и тамошњег приморја. Међутим, врло брзо после тога Жарко умире или губи власт над Зетом, а већ 1360. године, као господари Скадра јављају се Балша I и његови синови, Страцимир, Ђурађ I и Балша II.
После Жаркове смрти, његова удовица Теодора се преудала за Ђурђа I Балшића, а његов син Мркша се 1391. године оженио Руђином Балшић, ћерком Балше II и од 1396. године је управљао облашћу око Валоне и Канине.